# Convento de Santa Catalina de Badaya
El convento de Santa Catalina de Badaya es una antiguo convento situado en la sierra de Badaya, Álava (España).
En una hoyada de esta sierra se erigió entre riscos y peñascos el convento de religiosos de San Agustín, llamado Santa Catalina de Badaya por estar dedicado a esta Santa cuyo origen primitivo fue una ermita con la misma advocación y una torre antigua. Su dueño Andrés Martínez de Iruña, natural de la provincia, hizo cesión y renuncia de todo a favor de los padres jerónimos para que formasen en el mismo sitio un convento bajo la regla de San Agustín, como se efectuó dando licencia para ello D. Fernando obispo de Calahorra a 21 de enero del año de 1407. 

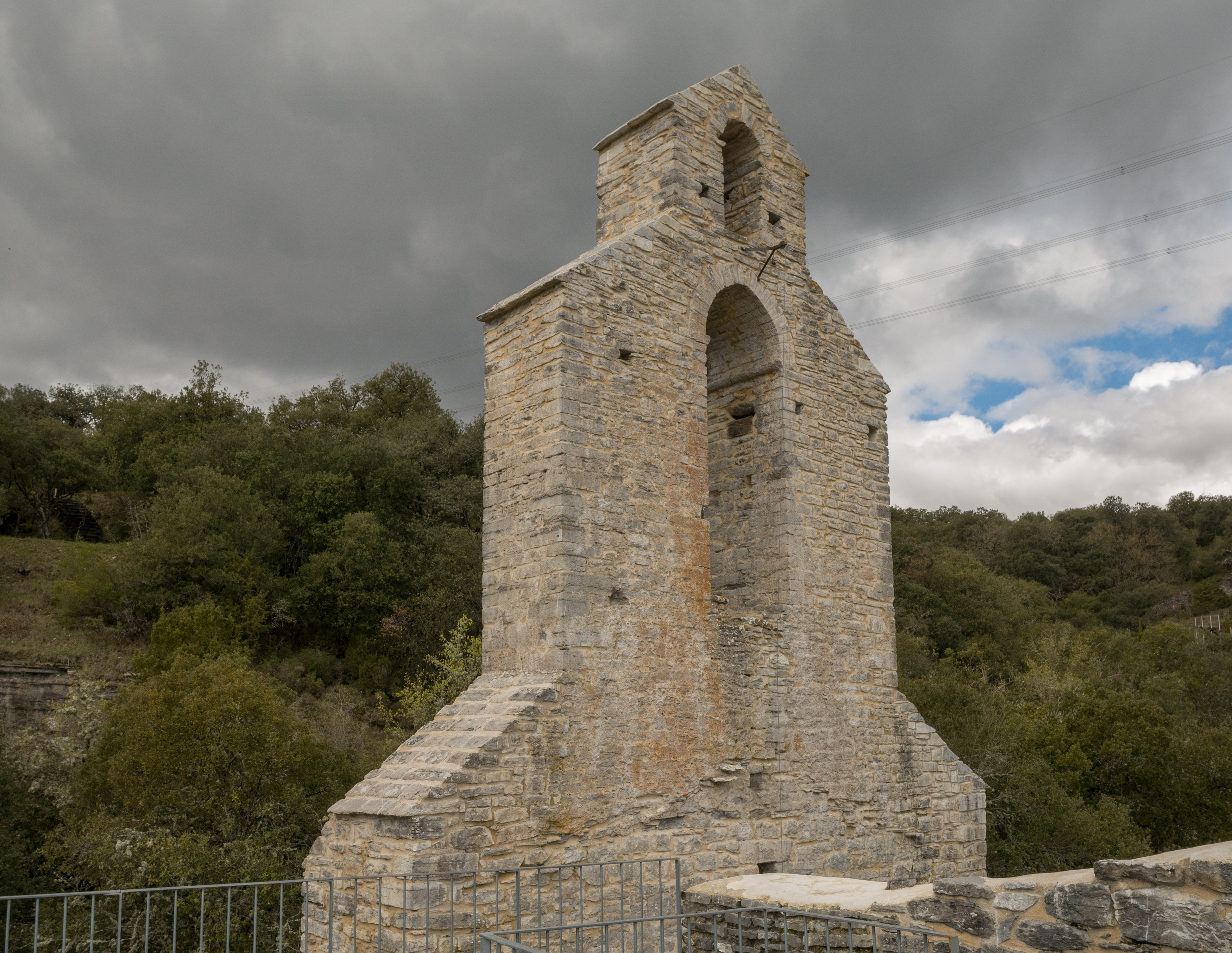
Espadaña del convento

Permanecieron en él los padres jerónimos hasta el de 1472, en el cual por falta de subsistencia se vieron en la precisión de desampararlo. Fr. Jacobo de Aquila general del orden de San Agustín le pretendió para su orden dirigiendo la solicitud al papa Sixto IV, quien dio comisión en dicho año al obispo de Ciudad Rodrigo, que se hallaba entonces en Roma, para que confiriese la posesión del mencionado convento a los padres agustinos de la provincia de Castilla, lo que se ejecutó en el año de 1490 en virtud de bula expedida por aquel pontífice, que con los demás documentos relativos a la fundación del convento permaneció en su archivo. 
En el altar mayor de la iglesia, bastante capaz, se veneraba una imagen de santa Catalina mártir, que según tradición constante del país, se apareció en el sitio donde existe una ermita a pocos pasos antes de llegar al convento, dedicada a la misma Santa. En una de las puertas de esta ermita existe una inscripción moderna en que se contiene dicha tradición. En la actualidad, ha sido restaurado y alberga un jardín botánico.